# Dresserus obscurus
Espèce
Dresserus obscurus est une espèce d'araignées aranéomorphes de la famille des Eresidae.

## Distribution
Cette espèce est endémique du KwaZulu-Natal en Afrique du Sud,.

## Description
La femelle holotype mesure 15 mm.

## Publication originale
- Pocock, 1898 : The Arachnida from the province of Natal, South Africa, contained in the collection of the British Museum. Annals and Magazine of Natural History, sér. 7, vol. 2, p. 197-226 (texte intégral).